# Chuquiribamba
Chuquiribamba ist eine Ortschaft und eine Parroquia rural (spanisch für „ländliches Kirchspiel“) im Kanton Loja der ecuadorianischen Provinz Loja. Die Parroquia besitzt eine Fläche von 71,27 km². Beim Zensus 2010 wurden 2466 Einwohner gezählt.

## Lage
Die Parroquia Chuquiribamba liegt in den Anden im Süden von Ecuador. Die kontinentale Wasserscheide verläuft entlang der nordöstlichen Verwaltungsgrenze. Entlang dieser verläuft ein 3000 m hoher Gebirgskamm. Im Westen wird die Parroquia von dem nach Süden fließenden Río Guayabal begrenzt. Dieser entwässert das Areal zum Río Catamayo. Der 2700 m hoch gelegene Ort Chuquiribamba befindet sich 23 km nordwestlich der Provinzhauptstadt Loja.
Die Parroquia Chuquiribamba grenzt im Nordosten an die Parroquia Santiago, im Südosten an die Parroquia Chantaco, 
im Süden an das Municipio von Catamayo, im Westen an die Parroquia El Cisne sowie im Nordwesten an die Parroquia Gualel.

## Orte und Siedlungen
In der Parroquia gibt es neben dem Hauptort folgende Barrios: Calucay, Carmelo, Guayllas Grande, Hiñacapac Oriental y Occidental, La Dolorosa, Miraflores, Pordel, Reina del Cisne, San José, San Vicente, Simón Bolívar, Saracapá, Tesalia und Zañe.

## Geschichte
Die Parroquia Chuquiribamba wurde am 27. April 1911 gegründet.